# Rebelión de Timok
La Rebelión de Timok (en serbo-croata: Timočka buna) fue una revuelta popular que estalló en la Serbia oriental (en la moderna región de Timočka Krajina) el 28 de septiembre de 1883, dirigida por el Partido Radical Popular. Para algunos autores, es el acontecimiento  más importante de la historia serbia entre la proclamación de la independencia (1878) y la primera guerra de los Balcanes (1912). El primer choque se libró en Lukovo el 21 de octubre, donde los rebeldes vencieron a las tropas enviadas para aplastar el alzamiento.

## Antecedentes
La revuelta campesina se produjo en un momento de gran tensión política en el reino. En enero de 1882, se supo que la Societé de l'Union Génerale, empresa con la que el Gobierno había contratado el tendido de ferrocarriles y la que había concedido para ello un sustancioso empréstito, había quebrado. La pérdida para la Hacienda serbia era superior al presupuesto anual del país. Como el Gobierno se negó a dar explicaciones sobre el escándalo, cincuenta y tres diputados (todos radicales menos dos liberales) renunciaron a sus escaños, para privar a la Asamblea de cuórum y obligar a convocar nuevos comicios. Los progresistas, sin embargo, se limitaron a aprobar elecciones para los puestos vacantes, sin disolver las Cortes. Si lograban elegir doce diputados, podrían recobrar el cuórum parlamentario; para ello contaron con el decidido apoyo del soberano, que hizo campaña por todo el país contra los radicales.
Las votaciones fueron contrarias al partido gubernamental, que solo obtuvo cinco escaños, frente a los cuarenta y cinco de los radicales. Estos volvieron a dimitir, y con ello precipitaron la renuncia del Gobierno, que Milan no aceptó. Para frustrar a los radicales, se celebraron nuevas votaciones, eliminando a los candidatos que renunciasen al escaño y entregando este al siguiente aspirante más votado; de esta forma, el Gobierno alcanzó el resultado deseado. Los progresistas, convencidos de la ilegalidad del proceso, trataron de dimitir, pero se mantuvieron en el Gobierno merced a las gestiones de Milan y del embajador austrohúngaro. Aprobaron una serie de medidas contra los radicales, así como otras reformistas. Para entonces, el enfrentamiento parlamentario entre progresistas y radicales había degenerado en otro entre el rey y estos.
Las elecciones de septiembre habían supuesto un grave revés para el rey y sus aliados del Partido Progresista, pues la habían ganado ampliamente los radicales. Estos habían acusado al Gobierno de permitir sobornos de la empresa ferroviaria y al rey de tener conocimiento de ello y no impedirlo. Las medidas contra estos, que incluyeron la prohibición de la prensa que les era favorable y el despido de los funcionarios afines no bastó para evitar su victoria. La derrota electoral hizo que el presidente del Consejo de Ministros, el progresista Milan Piroćanac, dimitiese, pero el monarca se negó a encargar la formación del nuevo gabinete a los radicales y formó uno de funcionarios, presidido por el ultraconservador Nikola Hristić. En menos de diez minutos de sesión, las Cortes quedaron disueltas. Esta acción agudizó la tensión entre el rey y los radicales, que temían que a continuación su Comité Principal fuese detenido y se abrogase la Constitución.
Según el político radical Pera Todorović, en una reunión de planificación del Comité Ejecutivo del partido que se celebró antes del levantamiento, un miembro sugirió matar a todos los funcionarios. Según la Gran Enciclopedia Soviética, la rebelión se desencadenó a causa de los vestigios de feudalismo aún presentes en el país, como el pago mediante trabajo o el encarcelamiento por deudas, así como por los onerosos impuestos, la tiranía burocrática, y el poder creciente del capital comercial y la usura. Entre las exigencias de los rebeldes se contaban la reducción  de impuestos, la obtención de mayor autonomía municipal y el mantenimiento de la milicia.

## Corta rebelión
En medio de la tensa situación política, estalló la revuelta en el este del país, región donde los radicales contaban con amplias simpatías. Para los dirigentes radicales, no obstante, el alzamiento supuso una sorpresa. El 2 de noviembre, los campesinos de la región rechazaron entregar sus armas a las unidades militares si no recibían otras más modernas. Sin embargo, el nuevo Ejército serbio apenas necesitó dos semanas para aplastar la rebelión, mal organizada; pese a esto, en su apogeo los rebeldes lograron dominar casi medio país y amenazar las comunicaciones entre Belgrado y Niš. Al principio de la rebelión, el rey Milan había temido que las tropas no dispararían contra la población; en consecuencia, decidió pagar a los oficiales el doble del sueldo de los funcionarios de mayor categoría y abonar un extra a los soldados que combatiesen a los rebeldes, medidas con las que se ganó al ejército.

## Consecuencias
Después de la rebelión, muchos dirigentes radicales, incluido Nikola Pašić, huyeron al extranjero. De los rebeldes que permanecieron en el país, ochocientos nueve fueron juzgados. De estos, 567 fueron condenados a trabajos forzados, 68 a penas de cárcel, 5 a arresto domiciliario y 75 fueron liberados. Los otros noventa y cuatro fueron condenados a muerte; veinte de ellos fueron ajusticiados de inmediato, uno se suicidó, diez huyeron y se exiliaron y otros sesenta y tres fueron finalmente perdonados.
Tras sofocar la revuelta, el Gobierno convocó nuevas elecciones, que ganó ampliamente. Los dos gabinetes siguientes aprobaron leyes que aumentaban el poder del Gobierno frente a los ayuntamientos y limitaban las libertades políticas. Pese a ello, la fortaleza de los radicales hizo que Milan tuviese que volver a tratar con ellos. Para tratar de ganárselos, otorgó el perdón a los encarcelados por la fallida rebelión.